# Phân họ Nở ngày
Phân họ Nở ngày (danh pháp khoa học: Gomphrenoideae) là một phân họ trong họ Amaranthaceae. Trung tâm đa dạng loài của phân họ này là ở Trung Mỹ, Mexico, các rừng khô và trảng cỏ ở Nam Mỹ.

## Đặc trưng
Các nhị hoa có các bao phấn chỉ với 1 thùy và 2 túi phấn. Nhiều loài thể hiện kiểu quang hợp C4.

## Hệ thống học
Phân họ Gomphrenoideae được Hans Schinz công bố năm 1893 trong Engler & Prantl (chủ biên). Die Natürlichen Pflanzenfamilien quyển 3, 1a, tr. 97.
Theo nghiên cứu phát sinh chủng loài của Sanchez Del-Pino (2009), phân họ Gomphrenoideae được coi là đơn vị phân loại đơn ngành với 19-20 chi và khoảng 300-400 loài. Phân loại truyền thống với 2 tông (Gomphreneae và Pseudoplantageae) không phản ánh quan hệ phát sinh chủng loài trong nhóm này. Ba nhánh có thể được công nhận:
- Nhánh Iresinoids: 1-3 chi. Nhánh này là chị em với nhánh bao gồm hai nhánh còn lại. Về mặt phát sinh chủng loài, hai chi sau có thể gộp trong chi Iresine.
  - Iresine P.Browne, 1756 (đồng nghĩa Dicraurus Hook. f.): Khoảng 45 loài tại châu Mỹ.
  - Irenella Suess., 1934: 1 loài ở Ecuador.
  - Woehleria Griseb., 1861: 1 loài ở Cuba.
- Nhánh Alternantheroids: Cố định cacbon C4 đã tiến hóa độc lập trong Alternathera, chi chứa cả các loài C3 và trung gian C3–C4 và chi Tidestromia.[4][5]
  - Alternanthera Forssk., 1775 (đồng nghĩa Brandesia Mart., 1825): Khoảng 100-200 loài, chủ yếu tại châu Mỹ, cũng có tại châu Phi và Australia.
  - Pedersenia Holub, 1998: Khoảng 10 loài tại châu Mỹ nhiệt đới.
  - Tidestromia Standl., 1916: Khoảng 6 loài tại các hoang mạc ở miền nam Bắc Mỹ.
- Nhánh Gomphrenoids: Một nhánh lớn trong nhóm này chứa các chi Froelichia, Guilleminea, Blutaparon và một số loài Gomphrena và có thể là cả Gossypianthus cùng Lithophila, có kiểu cố định cacbon C4.[4][5] Một vài loài cố định cacbon C4 sinh sống ở cao độ lớn bất thường trong dãy núi Andes, trong điều kiện lạnh hơn so với các họ hàng C3 của chúng.[6]
  - Blutaparon Raf., 1836 (đồng nghĩa Philoxerus R.Br., 1810): Khoảng 5 loài tại vùng bờ biển Bắc và Trung Mỹ, Tây Phi, Micronesia và Nhật Bản.
  - Froelichia Moench, 1794: Khoảng 12 loài tại châu Mỹ.
  - Froelichiella R.E.Fr., 1921: 1 loài ở Brasil.
  - Gomphrena L., 1753 (đồng nghĩa Bragantia Vand., ): Khoảng 90 loài tại châu Mỹ và khoảng 30 loài tại Australia. Chi này là đa ngành nên thay đổi phân loại học là cần thiết.[3] Tại Việt Nam có 2 loài du nhập là G. globosa và G. celosioides.
  - Gossypianthus Hook., 1840: 2 loài tại miền nam Bắc Mỹ.
  - Guilleminea Kunth, 1823 (đồng nghĩa Brayulinea Small, ): Khoảng 8 loài bản địa châu Mỹ.
  - Hebanthe Mart., 1826: Khoảng 7 loài tại châu Mỹ nhiệt đới. Có thể gộp trong chi Pfaffia.
  - Hebanthodes Pedersen, 2000: 1 loài ở Peru.
  - Lithophila Sw., 1788: 2-3 loài trên quần đảo Galapagos (Ecuador).
  - Pfaffia Mart., 1825: Khoảng 35 loài tại châu Mỹ nhiệt đới.
  - Pseudogomphrena R.E.Fr., 1921: 1 loài ở Brasil.
  - Pseudoplantago Suess., 1934: 1 loài tại Venezuela và 1 loài tại Argentina.
  - Quaternella Pedersen, 1990: 3 loài tại Brasil.
  - Xerosiphon Turcz., 1843: 2 loài tại Brasil.

## Thư viện ảnh

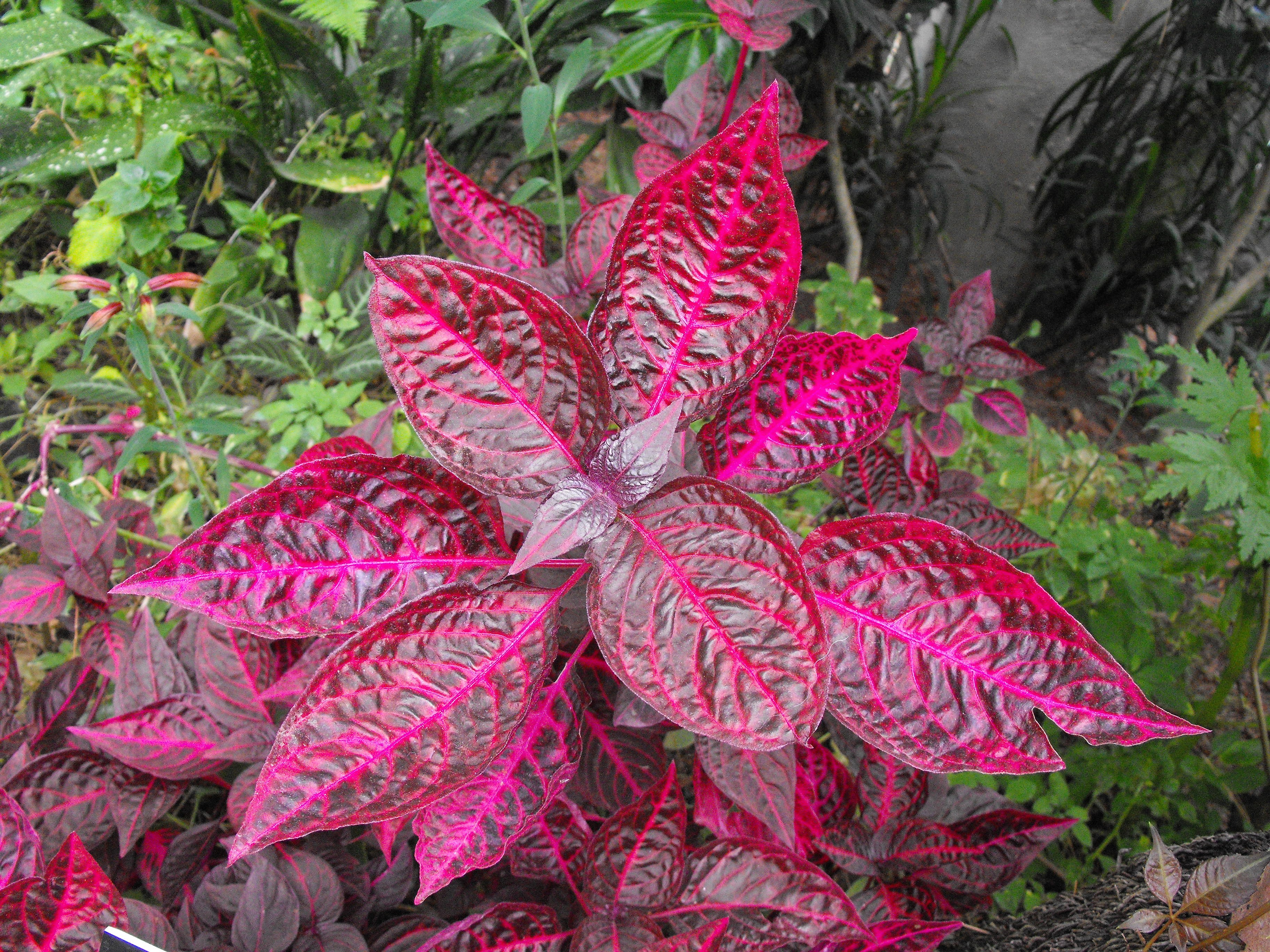
Iresinoids: Iresine lindenii.
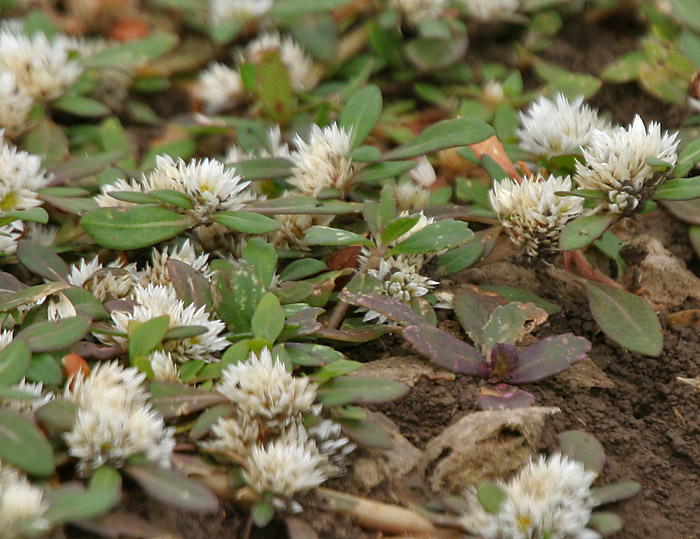
Alternantheroids: Alternanthera caracasana.
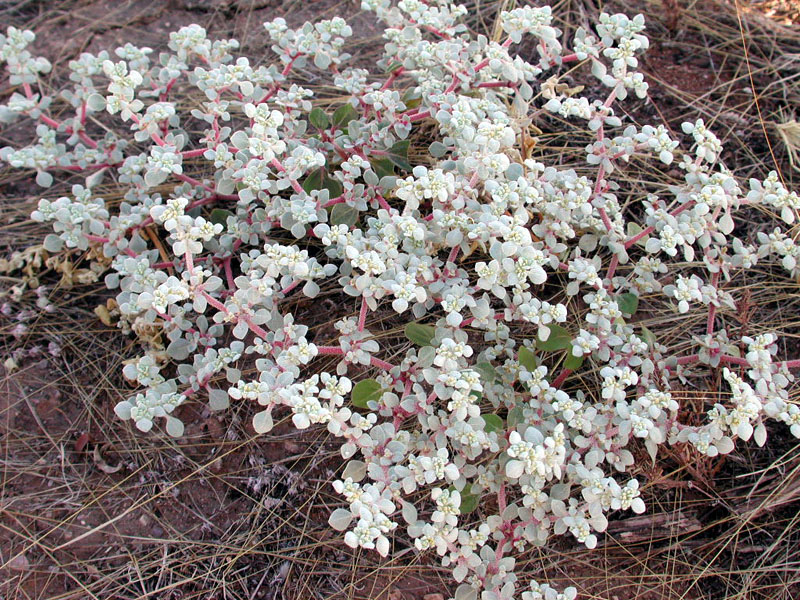
Alternantheroids: Tidestromia lanuginosa.
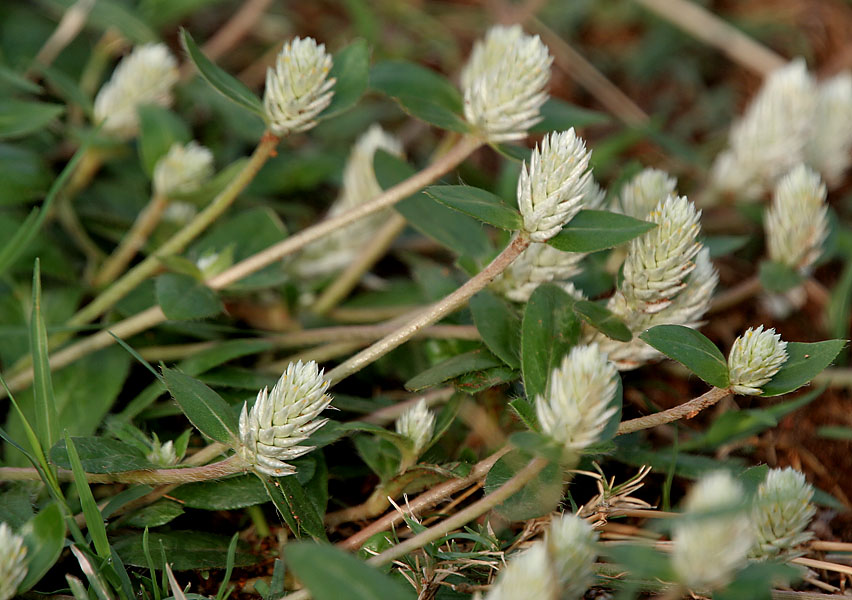
Gomphrenoids: Gomphrena serrata.
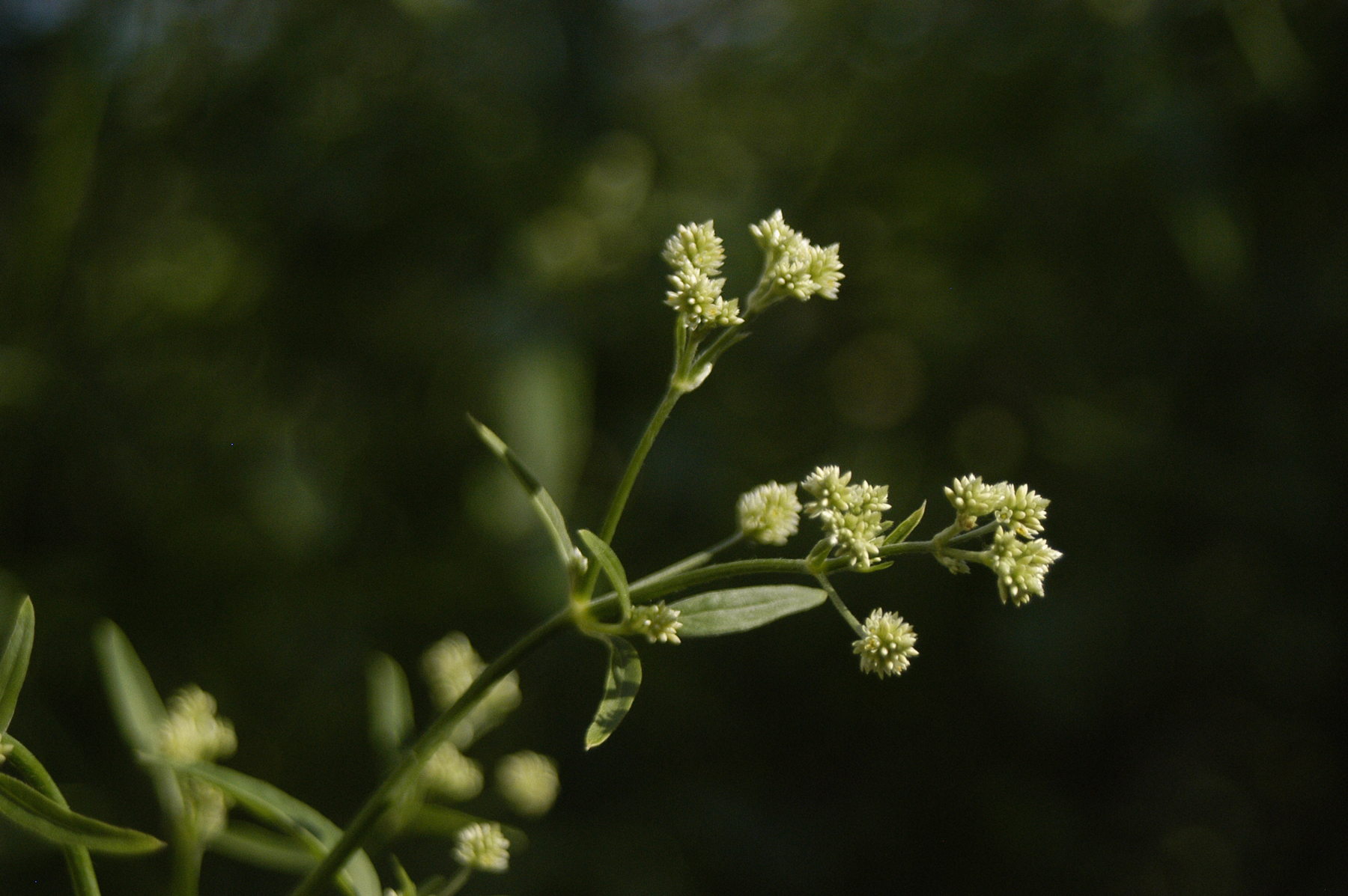
Gomphrenoids: Pfaffia glomerata.